# Niptjärnen (Ytterhogdals socken, Hälsingland, 689005-146189)
Niptjärnen är en sjö i Härjedalens kommun i Hälsingland och ingår i Ljusnans huvudavrinningsområde.